# Xanthoparmelia paradoxa
Xanthoparmelia paradoxa är en lavart som beskrevs av Hale. Xanthoparmelia paradoxa ingår i släktet Xanthoparmelia och familjen Parmeliaceae.   Inga underarter finns listade i Catalogue of Life.